# Ferreyres
 (mars 2022).
Si vous disposez d'ouvrages ou d'articles de référence ou si vous connaissez des sites web de qualité traitant du thème abordé ici, merci de compléter l'article en donnant les références utiles à sa vérifiabilité et en les liant à la section « Notes et références ».
Ferreyres est une commune suisse du canton de Vaud, située dans le district de Morges. Son syndic est, depuis 2012, monsieur Alain Viret.

## Géographie
|          | Romainmôtier-Envy | Croy      |
| Moiry    | Ferreyres         | La Sarraz |
| Chevilly |                   | La Sarraz |

### Hydrographie
Ferreyres est traversée par la Venoge qui marque la frontière avec La Sarraz et Chevilly et par le Veyron qui se jette ici dans la Venoge.

### Transport
Le village est desservi par le bus 760 de la compagnie MBC (La Sarraz-Mont-la-Ville). Les enfants scolarisés utilisent soit ce bus là, soit un bus de la SAPJV.

## Population

### Gentilé
Les habitants de la commune se nomment les Ferreyrois.

## Sociétés

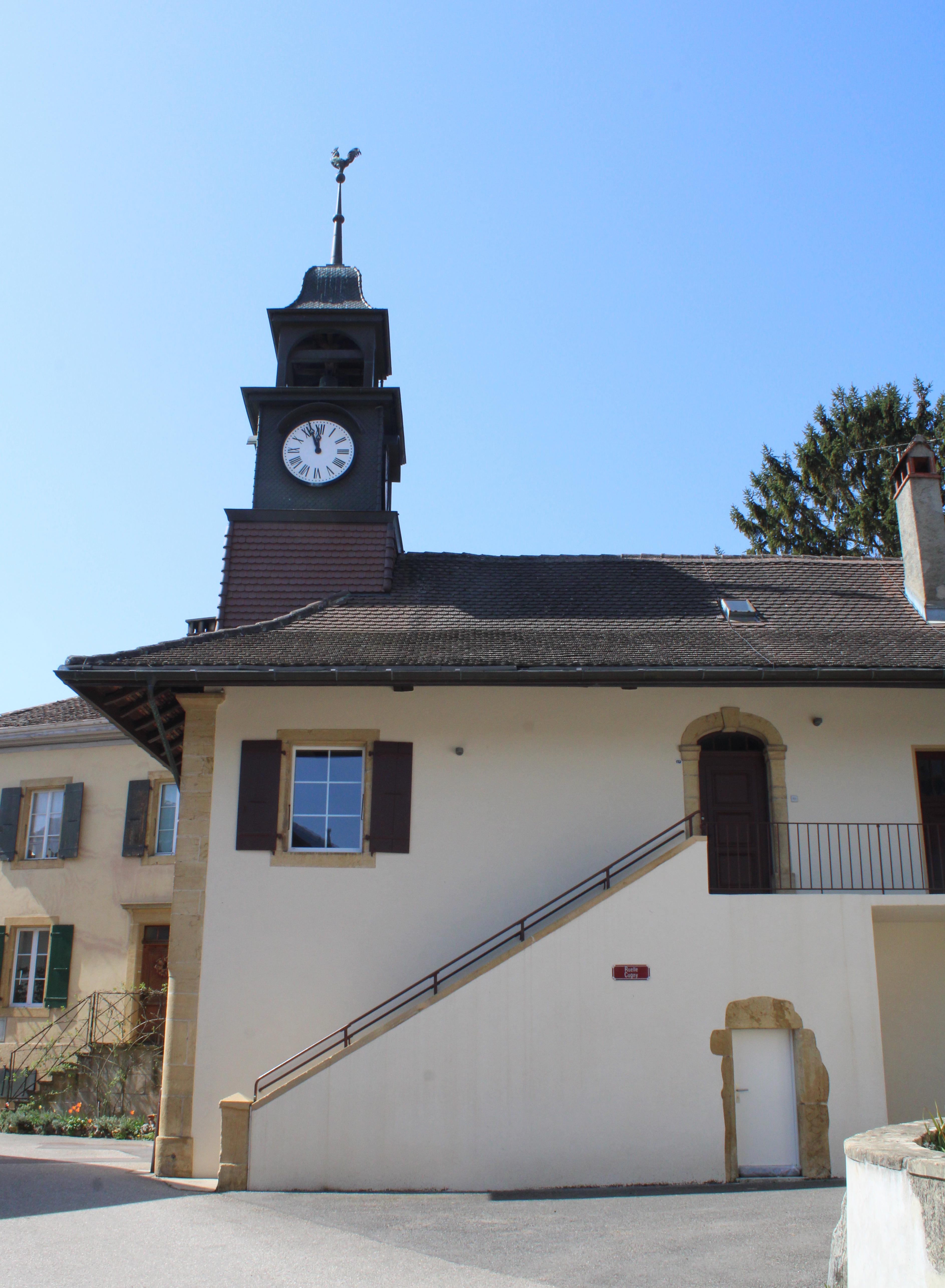
L'église.

Il y a plusieurs sociétés apparentées au village :
- Culture et Loisirs ;
- Société de Jeunesse de Ferreyres ;
- Société de tir de Ferreyres AG, président Cédric Janin.

## Jeunesse de Ferreyres
La société de jeunesse de Ferreyres, appartenant à la FVJC (Fédération Vaudoise des Jeunesse Campagnardes), a été créé en 1958. Elle a son QG dans la salle dite du « Pressoir », située au centre du village. La société fait partie du « Pied du Jura » et est jumelée avec la jeunesse de Vullierens. La jeunesse prend part chaque année aux différents Girons (fête régionale), au Trophée de la Venoge (fête entre village bordant la rivière), concours de tambours (organisé chaque année en janvier) et aux cantonales (fête cantonale organisée tous les 5 ans). Elle en a d'ailleurs organisé : 
- Trophée de la Venoge en 1958 ;
- Giron du Pied du Jura en 1995 ;
- Trophée de la Venoge en 2008 ;
- Concours de Tambours en 2017.

## Routes et rues
Le village est traversé par une route cantonale. De cette dernière partent plusieurs petites rues qui descendent jusqu'à la Venoge et montent jusqu'au bois de Ferreyres.

### Route de1recatégorie
- Route de La Sarraz : car elle va en direction de La Sarraz, Eclépens, Orny, etc.
- Route de Moiry : car elle va en direction de Moiry, L'Isle, Cuarnens, Vallée de Joux, etc.

Il est intéressant de noter que ces deux routes font partie de la même entité, mais qu'elle change de nom au point central du bourg.

### Route de2ecatégorie
- Ancienne Route : appelée ainsi car c'est là que passait la route principale du village il y a 100 ans. Elle passe à côté de la place de Jeu, du parking public et de l'ancien collège.
- Route de la Venoge : nommée ainsi car elle suit parallèlement la Venoge, située en contrebas.
- Route des Bois : appelée comme suivant car elle monte vers la forêt villageoise, la cabane du Chêneront et les fours à chaux. Rue avec un fort dénivelé, on y trouve la maison de commune, le panneau d'affichage public, le réservoir d'eau, les serres à fleurs.
- Route de l'Ancienne Poste : désignée ainsi parce que c'est dans cette rue que l'ancien office de poste communal se trouvait. On y trouve une ferme et des maisons résidentielles.
- En Etraz : petite rue où se trouvent trois maisons d'habitations.
- Route des fontaines : petite rue faisant la jonction entre les rues du bas du village et la grande route. Nommée comme suivant car on y trouve deux fontaines à eau non potable.
- Ruelle Cugny : rue d'environ 15 mètres : son nom vient du fait que plusieurs familles ayant ce patronyme y habitent.

### Route de3ecatégorie
- Route des amoureux : Partant de la place de jeu, cette route non goudronnée est une promenade agréable.

## Politique
Ferreyres vote majoritairement pour le Parti socialiste suisse et Les Verts.